# Andorra en los Juegos Olímpicos de Londres 2012
Andorra estuvo representada en los Juegos Olímpicos de Londres 2012 por un total de 6 deportistas que compitieron en 4 deportes.  
El portador de la bandera en la ceremonia de apertura fue el tiro Joan Tomàs Roca. El equipo olímpico andorrano no obtuvo ninguna medalla en estos Juegos.